# Lecidea luteoatra
Lecidea luteoatra är en lavart som beskrevs av William Nylander. 
Lecidea luteoatra ingår i släktet Lecidea och familjen Lecideaceae. Arten är reproducerande i Sverige.